# Opsebius inclinatus
Opsebius inclinatus är en tvåvingeart som beskrevs av Seguy 1930. Opsebius inclinatus ingår i släktet Opsebius och familjen kulflugor.
Artens utbredningsområde är Marocko. Inga underarter finns listade i Catalogue of Life.